# Бурсако
Бурсако (исп. Burzaco) — город в Аргентине в провинции Буэнос-Айрес. Часть агломерации Большой Буэнос-Айрес.

## История
После того, как Хуан де Гарай в XVI веке основал Буэнос-Айрес, он стал раздавать земли в окрестностях города своим солдатам, и тогда в этих местах появились первые европейские поселенцы.
В начале XIX века после того, как были отбиты Британские вторжения в вице-королевство Рио-де-Ла-Плата, часть пленных англичан, решивших не возвращаться в Европу, также была поселена в этих местах.
В 1865 году через эти места прошла железная дорога, что дало толчок развитию поселения.
В 1873 году был образован муниципалитет Альмиранте-Браун, и поселение вошло в его состав.
В 1965 году поселение получило статус города.

## Знаменитые люди города
- Эктор Энрике (р.1962) — футболист.